# Ильменский, Павел Александрович
Павел Александрович Ильменский (10 (22) июня 1891 — 16 августа 1969) — начальник и военный комиссар Тульской оружейно-технической школы (1921—1927), начальник Высшей офицерской школы технических войск, генерал-майор технических войск.

## Биография
Родился 10 (22) июня 1891 года в Санкт-Петербургской губернии в крестьянской семье. В 1912 году окончил учительскую семинарию Санкт-Петербургского учебного округа и два года работал учителем в том же округе. Из-за начавшейся Первой мировой войны в июле 1914 года был призван по мобилизации в действующую армию рядовым. Служил в лейб-гвардии Финляндском полку, участвовал в боевых действиях против неприятеля в Люблин-Холмской, Варшавско-Ивангородской и Праснышской операциях. В августе 1915 года получил ранение в голову. В январе 1916 года поступил во Владимирское  военное училище в Петрограде, ускоренный курс которого окончил по 1-му разряду 1 мая 1916 года с производством в прапорщики армейской пехоты и был направлен в 9-й пехотный полк, в котором он занимал различные должности — командира роты, начальника команды пеших разведчиков, начальника миномётной команды. В 1917 году был произведён в чин поручика.
В 1918 году П. А. Ильменский добровольцем вступил в ряды РККА и в том же году — в РКП (б). Принимал участие в Гражданской войне с сентября 1918 г. по апрель 1920 г. В апреле 1920 года был направлен для учёбы на педагогические курсы в политгруппу Военно-педагогического института. По окончании педагогических курсов в сентябре 1920 года он был назначен помощником военного комиссара 17-й Тульской пехотной школы командного состава РККА.
В 1921 году П. А. Ильменский был назначен начальником и военным комиссаром Тульской оружейно-технической школы РККА. В январе 1928 года он был откомандирован в распоряжение командующего Московским военным округом. Затем была служба в Военно-химической академии РККА имени К. Е. Ворошилова на должности начальника курса академии. К 1939 году он занимал должность начальника отдела химических войск Московского военного округа. В указанном году П. А. Ильменскому было присвоено звание комбриг. Через год ему было присвоено персональное звание генерал-майор технических войск.
В годы Великой Отечественной войны с июня 1941 года по октябрь 1942 года П. А. Ильменский исполнял должности начальника химического отдела разных фронтов: Южного, Северо-Кавказского и Закавказского. В октябре 1942 года убыл в распоряжение начальника Главного военно-химического управления Красной Армии. Вскоре он был назначен начальником Высшей офицерской школы технических войск Красной Армии (ВОШТВ КА), созданной для усовершенствования офицерского состава химических войск и их переподготовки. По окончании Великой Отечественной войны он был переведён в штаб Московского военного округа. В 1951 году вышел в отставку.
Скончался 16 августа 1969 года в Москве. Урна с его прахом помещена в колумбарий Введенского кладбища столицы.

## Награды
- Орден Ленина (дважды)
- Орден Красного Знамени (дважды)
- Орден Красной Звезды
- Медаль «XX лет Рабоче-Крестьянской Красной Армии»
- Медаль «За оборону Кавказа»
- Медаль «За Победу над Германией в Великой Отечественной войне 1941—1945 гг.»
- Медаль «Двадцать лет победы в Великой Отечественной войне 1941-1945 гг.»
- Медаль «В память 800-летия Москвы»
- Медаль «В память 250-летия Ленинграда»
- Медаль «50 лет Вооружённых Сил СССР»